# أبراهام بوفورد
أبراهام بوفورد (بالإنجليزية: Abraham Buford)‏‏ (21 يوليو 1747 - 30 يونيو 1833 ) .